# Pawieł Antokolski
Pawieł Grigorjewicz Antokolski (ros. Павел Григорьевич Антокольский, ur. 1 lipca 1896 w Petersburgu, zm. 9 października 1978 w Moskwie) – rosyjski poeta.

## Życiorys
Urodził się jako syn adwokata. Od 1904 mieszkał z rodziną w Moskwie, gdzie uczył się w gimnazjum, później 1914–1915 studiował na Wydziale Prawnym Moskiewskiego Uniwersytetu Państwowego. W 1915 został aktorem i reżyserem Teatru im. Wachtangowa w Moskwie, grał też w studenckim studium dramatycznym i w Moskiewskim Teatrze Kameralnym. Od 1920 pracował w studiu dramatycznym pod kierunkiem Wachtangowa i w Teatrze im. Wachtangowa jako reżyser i współreżyser, kierował tam sekcją literacką. Jednocześnie, od 1918 zamieszczał swoje wiersze w piśmie „Sorokonożka” i później w innych, m.in. w „Chudożestwiennym Słowie”. W 1922 wydał pierwszy zbiór poezji, Stichotwowienija, a w 1926 zbiór Zapad. Tworzył poezje związane tematycznie z europejską tradycją historyczną, zwłaszcza rewolucyjną. W 1942 stracił syna, który zginął na wojnie z Niemcami. W 1943 napisał poemat Syn. Pisał także eseje i tłumaczył poezję francuską. Otrzymał Nagrodę Państwową ZSRR. Polski wybór jego twórczości ukazał się w 1975 pt. Napis na księdze.